# Nasofilia
Nasofilia é o fetiche sexual, estético ou parafilia para o nariz. Nasofiliacos têm o desejo de ver, tocar, lamber, chupar ou até penetrar o nariz de alguém dependendo do caso. Isso pode incluir a atração sexual para uma forma específica de variação da aparência física (como forma e tamanho), ou uma área específica. O fetiche pode se manifestar em um desejo de contato físico e interação, ou fantasias específicas, tais como o desejo de penetrar as narinas.